# السبع آبار الغربية
السبع آبار الغربية إحدى قرى مركز أبو صوير التابع لمحافظة الإسماعيلية بجمهورية مصر العربية.